# راس النقيل (الحد)

تعديل مصدري - تعديل

راس النقيل هي إحدى قرى عزلة الحد بمديرية الحد التابعة لمحافظة لحج، بلغ تعداد سكانها 43 نسمة حسب تعداد اليمن لعام 2004.